# Bandai Namco Entertainment
A Bandai Namco Games egy japán, videójátékok készítésével és forgalmazásával foglalkozó cég. A Bandai Namco Games két, a videójátékokkal foglalkozó cég 2005-ös összeolvadásából jött létre. Ezek a Bandai és a Namco. Hivatalosan a Bandai Namco Games 2006 március 31-én jött létre, a két cég történelme ekkor összekapcsolódott, ezt megelőző történelmük egyenként vissza nyúlik az 1950-es évekre. A mostani vezérigazgató Jaszuo Mijakava. A cég összértéke körülbelül 10 milliárd Yen, ami körülbelül 25 milliárd forintra tehető. Sok nevezetes játékuk van, ilyen például a Dark Souls 3, vagy a mindenki számára ismert Tekken verekedős játéksorozat. A cég székhelye Tokióban található.

## Történelme

### Namco
Maszaja Nakamura alapította meg 1955-ben, egészen a 70-es évekig Nakamura Manufacturing-ként volt ismert. Az attrakció, amivel elsőként nevet szerzett magának, egy, a boltja tetejére épített falovas körhinta volt. Ezután hasonló elképzeléssel, a bolt tetejére egy sínpályát épített, amire kis autókat szerelt. Ezek nagyobb hírnévnek örvendtek, mint elődje, hiszen több bolt tetejére is felépült. A videójátékkal az 1970-es években ismerkedett meg, amikor a Galaxian nevű űrhajós lövöldét adta ki. Ez nagy hírnevet szerzett magának akkoriban. Az 1970-es években felvásárolta az Atari Japan nevű úgyszintén videójátékokkal foglalatoskodó céget. Ezek után még ebben az évtizedben megváltozott a cég neve Nakamura Manufacturing-ról a ma is ismeretes Namco-ra. 1980-ban egy újabb nagy sikernek örvendő játékot adott ki, a PAC-MAN-t. 1990-es években külföldre terjeszkedtek, nevezetesen az Egyesült Államokba, ahol megkezdték a fizikai másolatok eladását. Ekkoriban nyitotta meg a Namco az első szórakoztató központot Amerikában, ami nagy sikert aratott. 2005-ben a videóátékokkal foglalkozó részlegük összeolvadt a Bandai, hasonlóképp a videójátékokkal foglalkozó részlegükkel. 2014-re több, mint ezer szórakoztató központot nyitottak.

### Bandai

#### 1950-es évek
1950-ben Naoharu Jamashina megalapította a céget. Ebben az évben kiadták az első eredeti terméküket az úgynevezett Ritmus labdát („Rythm Ball”). 1951-ben az export értékesítés elkezdődött. Az első eredeti fémjáték a „B-26” megszületett. 1953-ban a megnövekedett külföldi szállítás miatt új raktárakat és gyárakat nyitottak Komagata közelében. Ebben az évben létrehoztak egy minőség-ellenőrzési részleget az összes termék minőségének ellenőrzésére. 1955-ben létrejött a cég logója, amit a BC (Bandai Company) szimbolizált.

#### 1960-as évek
1960-ban elkezdte a célzott külföldi kereskedelmet. 1961-ben a cég neve „Bandai”-ra változott, ekkor a cég értéke 20 millió Yen volt. 1962-ben New York városában megalapították az ottani kirendeltséget. 1964-ben a távirányítású autójuk hatalmas sikerre tett szert. 1969-ben egy utazással foglalkozó részlege is lett a cégnek.

#### 1970-es évek
Az 1970-es évek elején több alvállalata is létrejött a cégnek. 1975-ben megváltozott a márkajelölés, és a logó. 1977-ben megalapították az első hongkongi gyárukat, ami a külföldi gyártás központjaként szolgált.

#### 1980-as évek, és után
1980-ban Makoto Jamashina lett az új vezérigazgató. Ebben az évben elindult a Gundam műanyag babák gyártása, ami hatalmas sikert aratott. 1982-ben több külföldi központ is megalakult.
Az ezt követő években, néhány névváltoztatás történt egy-egy alvállalatnál. 1993-ban a Sailor Moon babák hatalmas sikert arattak, ezzel egyidőben az Egyesült államokban pedig a Power Rangers lett közkedvelt. 1996-ban kiadták a tamagotchit.
2005-ben megalakult a Namco Bandai, a Bandai Co. Ltd. és a Namco Limited összeolvadásával.

### Bandai Namco Games Inc.
2006. március 31-én a Bandai Namco Games Inc. létre jött mint a fő ága a cégnek. Főként videó játékokkal foglalkozott, még PlayStation 2-re is adtak ki játékokat, 2006 novemberében, egyszerre adták ki a PlayStation 3-al a Ridge Racer 7 és a Mobile Suit Gundam: Target in Sightot. 2007 májusában, új székhelye lett a cégnek Tokióban, amit Mirai-Kenkyusho-nak neveztek el. 2008 augusztusában a Soul Calibur IV megjelenésének első hetében több, mint 2 millió példány kelt el világszerte. 2009 októberében kiadták a Tekken 6-ot PlayStation 3-ra, és Xbox 360-ra. Több, mint 2,5 millió példányt küldtek szét világszerte. Több játékot is kiadott a következő években : God Eater, One Piece: Kaizoku Masou, Mobil Suit GunDam: Battle Operation. 2016-ban elköltözött a székhelye a most is ismert helyére( 5-37-8 Shiba, Minato Város, Tokió, Japán 108-0014)

## Vállalat vezetősége

### Vezérigazgató
Jaszuo Mijakawa

### Ügyvezető igazgató
Nao Udagawa

### Rendezők
Kazunori Goka
Toru Konno
Hirosi Kawaszaki
Daiszuke Ucsijama
Maszahiro Simizu
Naoki Katasima(Részmunkaidős rendező)
Maszaru Kawagucsi(Részmunkaidős rendező)

### Könyvelés és felülvizsgálati bizottsági tagok
Katszuhiko Kotari
Masatake Yone (Vállalaton kívüli részmunkaidős rendező)
Kei Hamada (Vállalaton kívüli részmunkaidős rendező)

## A szervezet felépítése
- Bizottsági és felülvizsgálati tagok.
  - Vezérigazgató
  - Belső bizottsági és felülvizsgálati tagok.
    - NE Részleg
      - Gyártási osztály 1
      - Gyártási osztály 2
      - Gyártási osztály 3
      - SH gyártási osztály
      - NE marketing menedzsment
      - NE üzletpolitikai osztály

    - CE részleg
      - Külföldi gyártási osztály 1
      - Külföldi gyártási osztály 2
      - Termékmenedzsment osztály
      - Üzlet menedzsment osztály

    - CE Ázsiai részleg
      - Ázsiai hirdető osztály
      - Ázsiai Üzlet menedzsment osztály

    - LE részleg
      - Rendezvény osztály
      - MD osztály
      - Jogi osztály

    - Média Részleg
      - Média osztály

    - Vállalati tervezés és adminisztrációs részleg
      - Vállalati tervezés osztály
      - Vállalati kommunikációs osztály
      - Emberi erőforrások osztály
      - Könyvelő és pénzügyi osztály
      - Általános ügyek osztály
      - Információs hálózat osztály

    - Vállalati promóciós részleg
      - Jogi, és szellemi tulajdon osztály
      - Minőség biztosító osztály

## Bandai Namco Games által fejlesztett vagy kiadott játékok
| Játék Neve                                                | Kiadás Dátuma | Megjelenés Helye                                                                                        |
| --------------------------------------------------------- | ------------- | --- |
| Mobile Suit Gundam SEED Destiny: Alliance vs. Z.A.F.T. II | 2006          | PlayStation 2, Játékgép                                                                                 |
| Ace Combat Zero: The Belkan War                           | 2006          | PlayStation 2                                                                                           |
| Pac-Man World Rally                                       | 2006          | PlayStation 2, GameCube,Microsoft Windows                                                               |
| Naruto: Ultimate Ninja                                    | 2006          | PlayStation 2                                                                                           |
| .hack//G.U. Vol. 1//Rebirth                               | 2006          | PlayStation 2                                                                                           |
| Gunpey                                                    | 2006          | Nintendo DS, PlayStation Portable                                                                       |
| Tales of the Abyss                                        | 2006          | PlayStation 2, Nintendo 3DS                                                                             |
| Digimon World DS                                          | 2006          | Nintendo DS                                                                                             |
| Dragon Ball Z: Budokai Tenkaichi 2                        | 2006          | PlayStation 2, Wii                                                                                      |
| Mobile Suit Gundam: Target in Sight                       | 2006          | PlayStation 3                                                                                           |
| Naruto: Uzumaki Chronicles                                | 2006          | PlayStation 2                                                                                           |
| Ridge Racer 7                                             | 2006          | PlayStation 3                                                                                           |
| Tamagotchi Connection: Corner Shop                        | 2006          | Nintendo DS                                                                                             |
| Tamagotchi Connection: Corner Shop 2                      | 2006          | Nintendo DS                                                                                             |
| Kidō Senshi Gundam: Senjō no Kizuna                       | 2006          | Játégkép, PlayStation Portable                                                                          |
| Inuyasha: Secret of the Divine Jewel                      | 2007          | Nintendo DS                                                                                             |
| The Legend of Heroes III: Song of the Ocean               | 2007          | PlayStation Portable                                                                                    |
| Dynasty Warriors: Gundam                                  | 2007          | PlayStation 2, PlayStation 3, Xbox 360                                                                  |
| Mario Kart Arcade GP 2                                    | 2007          | Játékgép                                                                                                |
| Nodame Cantabile                                          | 2007          | Nintendo DS                                                                                             |
| The Idolmaster                                            | 2007          | Xbox 360                                                                                                |
| .hack//G.U. Vol. 2//Reminisce                             | 2007          | PlayStation 2                                                                                           |
| Naruto: Ultimate Ninja 2                                  | 2007          | PlayStation 2                                                                                           |
| Naruto: Ultimate Ninja Heroes                             | 2007          | PlayStation Portable                                                                                    |
| Tales of the Tempest                                      | 2007          | Nintendo DS                                                                                             |
| Tales of the World: Radiant Mythology                     | 2007          | PlayStation Portable                                                                                    |
| Naruto: Uzumaki Chronicles 2                              | 2007          | PlayStation 2                                                                                           |
| .hack//G.U. Vol. 3//Redemption                            | 2007          | PlayStation 2                                                                                           |
| Soulcalibur Legends                                       | 2007          | Wii |
| Digimon World Dawn and Dusk                               | 2007          | Nintendo DS                                                                                             |
| Eternal Sonata                                            | 2007          | PlayStation 3, Xbox 360                                                                                 |
| Trioncube                                                 | 2007          | Nintendo DS                                                                                             |
| Dragon Ball Z: Budokai Tenkaichi 3                        | 2007          | PlayStation 2, Wii                                                                                      |
| Dragon Ball Z: Harukanaru Densetsu                        | 2007          | Nintendo DS                                                                                             |
| Beautiful Katamari                                        | 2007          | Xbox 360                                                                                                |
| Ace Combat 6: Fires of Liberation                         | 2007          | Xbox 360                                                                                                |
| One Piece: Unlimited Adventure                            | 2007          | Wii |
| Tekken 6                                                  | 2007          | Játékgép, PlayStation 3, Xbox 360, PlayStation Portable                                                 |
| Tamagotchi: Party On!                                     | 2007          | Wii |
| Wangan Midnight Maximum Tune 3                            | 2007          | Játékgép                                                                                                |
| Wangan Midnight Maximum Tune 3 DX                         | 2007          | Játékgép                                                                                                |
| Tales of Innocence                                        | 2008          | Nintendo DS                                                                                             |
| Naruto: Ultimate Ninja 3                                  | 2008          | PlayStation 2                                                                                           |
| Naruto: Ultimate Ninja Heroes 2: The Phantom Fortress     | 2008          | PlayStation Portable                                                                                    |
| Naruto: Ultimate Ninja Storm                              | 2008          | PlayStation 3                                                                                           |
| Super Robot Wars Z                                        | 2008          | PlayStation 2                                                                                           |
| Soulcalibur IV                                            | 2008          | PlayStation 3, Xbox 360                                                                                 |
| Super Robot Taisen OG Saga: Endless Frontier              | 2008          | Nintendo DS                                                                                             |
| Digimon World Championship                                | 2008          | Nintendo DS                                                                                             |
| Mobile Ops: The One Year War                              | 2008          | Xbox 360                                                                                                |
| Tales of Symphonia: Dawn of the New World                 | 2008          | Wii |
| Tales of Vesperia                                         | 2008          | Xbox 360, PlayStation 3, Microsoft Windows, Nintendo Switch, PlayStation 4, Xbox One                    |
| Tales of Hearts                                           | 2008          | Nintendo DS                                                                                             |
| Dragon Ball: Origins                                      | 2008          | Nintendo DS                                                                                             |
| Dragon Ball Z: Burst Limit                                | 2008          | PlayStation 3, Xbox 360                                                                                 |
| Dragon Ball Z: Infinite World                             | 2008          | PlayStation 2                                                                                           |
| Mario Super Sluggers                                      | 2008          | Wii |
| Afro Samurai                                              | 2009          | PlayStation 3, Xbox 360                                                                                 |
| Naruto Shippuden: Ultimate Ninja 4                        | 2009          | PlayStation 2                                                                                           |
| Naruto Shippuden: Ultimate Ninja 5                        | 2009          | PlayStation 2                                                                                           |
| Dragonball Evolution                                      | 2009          | PlayStation Portable                                                                                    |
| Dragon Ball: Raging Blast                                 | 2009          | PlayStation 3, Xbox 360                                                                                 |
| Dragon Ball: Revenge of King Piccolo                      | 2009          | Wii |
| Dragon Ball Z: Attack of the Saiyans                      | 2009          | Nintendo DS                                                                                             |
| Tekken 6                                                  | 2009          | Arcade, PlayStation Portable, PlayStation 3, Xbox 360                                                   |
| Queen’s Blade: Spiral Chaos                               | 2009          | PlayStation Portable                                                                                    |
| Muscle March                                              | 2010          | Wii |
| Dragon Ball: Origins 2                                    | 2010          | Nintendo DS                                                                                             |
| Dragon Ball: Raging Blast 2                               | 2010          | PlayStation 3, Xbox 360                                                                                 |
| Dragon Ball Z: Tenkaichi Tag Team                         | 2010          | PlayStation Portable                                                                                    |
| Enslaved: Odyssey to the West                             | 2010          | PlayStation 3, Xbox 360                                                                                 |
| Clash of the Titans                                       | 2010          | PlayStation 3, Xbox 360                                                                                 |
| God Eater Burst                                           | 2010          | PlayStation Portable                                                                                    |
| .hack//Link                                               | 2010          | PlayStation Portable                                                                                    |
| Gundam Battle Universe                                    | 2010          | PlayStation Portable                                                                                    |
| Naruto Shippuden: Ultimate Ninja Heroes 3                 | 2010          | PlayStation Portable                                                                                    |
| Naruto Shippuden: Ultimate Ninja Storm 2                  | 2010          | Microsoft Windows, PlayStation 3, Xbox 360                                                              |
| Dragon Ball Heroes                                        | 2011          | Játékgép                                                                                                |
| Dragon Ball Kai: Ultimate Butoden                         | 2011          | Nintendo DS                                                                                             |
| Dragon Ball Z: Ultimate Tenkaichi                         | 2011          | PlayStation 3, Xbox 360                                                                                 |
| The Idolmaster 2                                          | 2011          | PlayStation 3, Xbox 360                                                                                 |
| Soulcalibur V                                             | 2011          | PlayStation 3, Xbox 360                                                                                 |
| Dark Souls                                                | 2011          | Microsoft Windows, PlayStation 3, Xbox 360                                                              |
| Ace Combat: Assault Horizon                               | 2011          | Microsoft Windows, PlayStation 3, Xbox 360                                                              |
| Tales of Xillia                                           | 2011          | Tales of Xillia                                                                                         |
| Dragon Ball Z: For Kinect                                 | 2012          | Xbox 360                                                                                                |
| Dragon Ball Z: Budokai HD Collection                      | 2012          | PlayStation 3, Xbox 360                                                                                 |
| Tekken 3D: Prime Edition                                  | 2012          | Nintendo 3DS                                                                                            |
| Mobile Suit Gundam: Battle Operation                      | 2012          | PlayStation 3                                                                                           |
| Power Rangers Super Samurai for Kinect                    | 2012          | Xbox 360                                                                                                |
| Inversion                                                 | 2012          | Microsoft Windows, PlayStation 3, Xbox 360                                                              |
| One Piece: Pirate Warriors                                | 2012          | PlayStation 3                                                                                           |
| Accel World: Ginyoku no Kakusei                           | 2012          | PlayStation Portable, PlayStation 3                                                                     |
| ThunderCats                                               | 2012          | Nintendo DS                                                                                             |
| Accel World: Kasoku no Chōten                             | 2013          | PlayStation Portable, PlayStation 3                                                                     |
| Gintama no Sugoroku                                       | 2013          | PlayStation Portable                                                                                    |
| One Piece: Pirate Warriors 2                              | 2013          | PlayStation 3, PlayStation Vita                                                                         |
| Naruto Shippuden: Ultimate Ninja Storm 3                  | 2013          | Microsoft Windows, PlayStation 3, Xbox 360                                                              |
| Tekken Revolution                                         | 2013          | PlayStation 3                                                                                           |
| God Eater 2                                               | 2013          | PlayStation Portable, PlayStation Vita                                                                  |
| One Piece: Unlimited World Red                            | 2013          | Nintendo 3DS, PlayStation 3, PlayStation 4, PlayStation Vita, Wii U, Nintendo Switch, Microsoft Windows |
| Dark Souls II                                             | 2014          | Microsoft Windows, PlayStation 3, Xbox 360                                                              |
| Gundam Breaker 2                                          | 2014          | PlayStation 3, PlayStation Vita                                                                         |
| Soulcalibur: Lost Swords                                  | 2014          | PlayStation 3                                                                                           |
| Naruto Shippuden: Ultimate Ninja Storm Revolution         | 2014          | Microsoft Windows, PlayStation 3, Xbox 360                                                              |
| God Eater 2: Rage Burst                                   | 2015          | Wii U, PlayStation Vita                                                                                 |
| One Piece: Pirate Warriors 3                              | 2015          | PlayStation 3, PlayStation 4, PlayStation Vita, Microsoft Windows, Nintendo Switch                      |
| Dark Souls II: Scholar of the First Sin                   | 2015          | PlayStation 3, PlayStation 4, Microsoft Windows, Xbox 360, Xbox One                                     |
| Sword Art Online: Lost Song                               | 2015          | PlayStation 3, PlayStation 4, PlayStation Vita                                                          |
| Dark Souls III                                            | 2016          | Microsoft Windows, PlayStation 4, Xbox One                                                              |
| One Piece: Burning Blood                                  | 2016          | Microsoft Windows, PlayStation 4, Xbox One, PlayStation Vita                                            |
| Sword Art Online: Hollow Realization                      | 2016          | Microsoft Windows, PlayStation 4, PlayStation Vita                                                      |
| My Hero Academia                                          | 2016          | Nintendo 3DS                                                                                            |
| Little Nightmares                                         | 2017          | Microsoft Windows, PlayStation 4, Xbox One, Nintendo Switch                                             |
| Get Even                                                  | 2017          | Microsoft Windows, PlayStation 4, Xbox One                                                              |
| Tekken 7                                                  | 2017          | Arcade, Microsoft Windows, PlayStation 4, Xbox One                                                      |
| Naruto Shippuden: Ultimate Ninja Storm Legacy             | 2017          | Microsoft Windows, PlayStation 4, Xbox One                                                              |
| Project CARS 2                                            | 2017          | Microsoft Windows, PlayStation 4, Xbox One                                                              |
| One Piece: Grand Cruise                                   | 2017          | PlayStation 4                                                                                           |
| Dark Souls: Remastered                                    | 2018          | PlayStation 4, Xbox One, Nintendo Switch                                                                |
| Naruto to Boruto: Shinobi Striker                         | 2018          | Microsoft Windows, PlayStation 4, Xbox One                                                              |
| God Eater 3                                               | 2018          | Microsoft Windows PlayStation 4, Xbox One                                                               |
| Divinity: Original Sin II                                 | 2018          | PlayStation 4, Xbox One, Microsoft Windows                                                              |

(A táblázat nem teljes)